# Musique afghane
 (février 2025).
Si vous disposez d'ouvrages ou d'articles de référence ou si vous connaissez des sites web de qualité traitant du thème abordé ici, merci de compléter l'article en donnant les références utiles à sa vérifiabilité et en les liant à la section « Notes et références ».
La musique afghane est à l'image du pays : un carrefour de civilisations. On y trouve tout autant des musiques et des instruments se rattachant au monde persan qu'au monde indien ou d'Asie centrale ; cette disparité est aussi à l'image de la distribution linguistique : dari, pashto.
Depuis les années 1980, l'Afghanistan souffre de guerres civiles et d'invasions militaires. En outre, des régimes politiques ultra orthodoxes condamnent la musique et ses accessoires. Durant les années 1990, l'époque post-soviétique et le gouvernement taliban bannissent la musique et son expression publique. Bien que les musiciens furent arrêtés et leurs instruments détruits, les musiciens afghans continuent à perpétuer leurs traditions au sein de l'importante diaspora émigrée au Pakistan.

## Musique savante

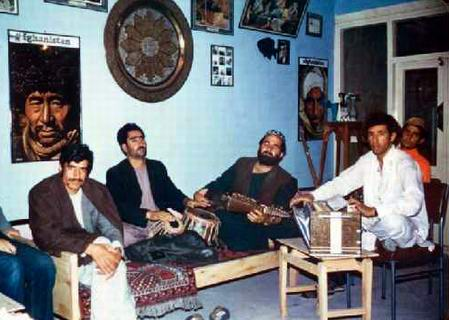
Hérat.

La musique savante afghane (appelée klasik) est similaire à la musique hindoustanie (de l’Inde du nord) puisqu'elle consiste en l'interprétation des râgas, tarânâs, naghmâs et ghazals. Elle se nomme khandan quand il s'agit de musique vocale, et naghmâ pour la musique instrumentale. Après une introduction (shakl) soliste, elles conservent l'accompagnement aux tablâs, mais des rythmes différents y sont toutefois joués. La tampura disparait quant à elle, remplacée par l'harmonium. L'instrument roi ici est le rabâb, ancêtre du sarod indien. Le tambur afghan, ancêtre du sitar, est aussi utilisé en ce sens, mais il est plus rare.
De nombreux musiciens indiens dépendant de la gharâna (école) de Patiala s'installèrent à la cour de Kaboul au XIXe siècle. Au XXe siècle, les Afghans ont leurs propres musiciens, tels Mohammad Hussain Sarāhang et Rahim Bakhsh.

## Musique folklorique

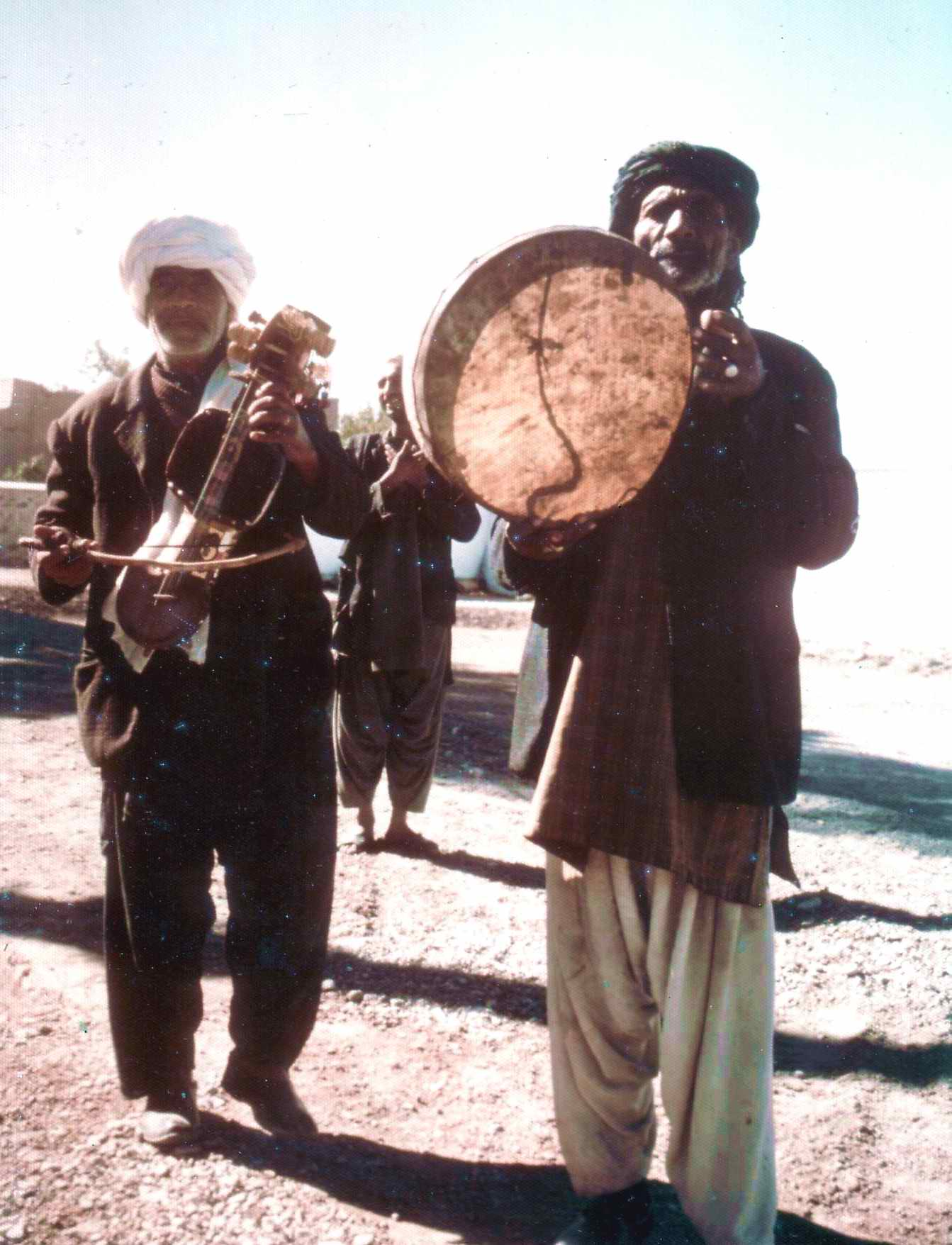
Ménestrels d'Hérat.

La musique folklorique doit beaucoup à l’Iran. Le zirbaghali (dérivant du zarb), remplace souvent les tablâs. De même la vièle ghaychak ou le luth dotâr sont aussi liés au folklore du Khorassan. Les chahârbeiti ou farkhar sont des poèmes d'amour chantés avec accompagnement musical au dotâr ou au ghaychak et influencés par le Tadjikistan.
Certaines musiques folkloriques usant du dotâr notamment relèvent de l'influence ouzbèke. La musique publique étant essentiellement une affaire d'hommes, dans les foyers, les femmes jouent parfois du dayre, un tambour que l'on dit être interdit par le Coran.

### Musique de transe
Il existe de nombreuses confréries soufies dans le pays, pratiquant le dhikr, la récitation coranique non accompagnée, sous forme de chants : na't, mursia, manqasat, nowheh et rowzeh. Les Chishti de Kaboul utilisent quant à eux des instruments dans leur musique de dévotion gaza-yeh ruh.
Il existe près du Baloutchistan un rituel guâti destiné à la guérison des malades sous emprise d'un djinn ou ghât. Cette musique d'extase est jouée sur des instruments tels : donali, sorud, benju, et tambura.

## Instruments

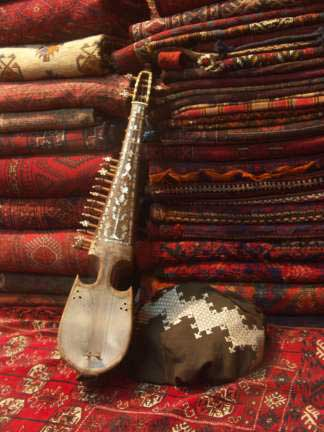
Kabuli rabâb.

Les instruments à vent comprennent : badakhshani, dili-tuiduk, donali, harmonium, sorna, et toula. Les instruments à cordes comprennent : benju, dilruba, dotâr, ghaychak, rabâb, santoor, sarinda, et tambur. Au niveau percussions : chang, dayre, dohol, dukkar, tablâ, zang-i kaftar, et zirbaghali.